# 上粕屋神社
上粕屋神社（かみかすやじんじゃ）は神奈川県伊勢原市にある神社。
江戸時代には山王宮とよばれていたが明治以降日枝神社と改められ、その後近隣の御嵩神社、熊野神社、御霊神社を合祀し、上粕屋神社と改め今日に至っている。

## 祭神

### 主祭神
- 大山咋神[3]
- 大穴牟遅神[5]
- 若山咋命[5]

### 合祀祭神
以下は、明治以降に合祀された御祭神。
- 伊弉諾命、速玉男命、事解男命[5]

明治6年7月に和田内の熊野神社を合祀した。
- 伊弉冊命、菊理比売命、泉道守命[5]

明治6年7月に石倉上の白山神社を合祀した。 -
- 日本武尊[5]

昭和39年4月5日に峯岸の御嶽神社を合祀した。
- 天穂日命、大己貴命、少彦名命、事代主命、三穂津姫命[5]

昭和41年10月に秋山の五霊神社を合祀した。

## 歴史
旧称を「山王社」といい、上粕屋村の小名山王原の鎮守であった。祭神は大山咋神などを祀り、境内社として天王社と八坂社がある。
その始まりは天平年間（729年-749年）までさかのぼる。大山寺開創の際、僧良弁がこの地に山王社を勧請したのが起源という。別伝では、大同年間（806年 - 810年）および弘仁年間（810年-824年）に近江国から日吉神を勧請して社号を「山王社」と唱えたものともいう。
山王社は、上杉館の鎮守でもあった。上杉館は扇谷上杉家の本拠だった地で、神社の裏手には館の空堀跡が残っている。堀を越えたあたりに広がる台地の一帯が上杉館の跡と伝わり、相模野を一望に見渡せる地である。
かつては日吉山吉祥院（古義真言宗）という寺院が別当寺を務めていた。江戸時代に入って1591年（天正19年）11月に朱印状が発給され、一石五斗の寄進があった記録が残る。
元禄年間（1688年-1704年）に山王権現、明治初期に日枝神社を合祀して「日枝神社」と改称した。明治6年7月には、廃仏棄釈から和田内熊野神社、石倉上白山社を合祀して、「上粕屋神社」と改称した。更に、昭和39年4月には峯岸御嶽神社、昭和41年10月には秋山五霊神社が神職が不在となったため合祀した。毎年12月20日には、神社の社地で年の市が立っていたという。

## 境内
本殿
向拝軒唐破風付きの柿葺き三間社流造、桁行は3.47メートル。18世紀中期頃の建築と推測されている。
鐘楼
1.5坪。1840年(天保11年)銘の鐘は戦時供出によって失われ、現在の鐘は1966年（昭和41年）に鋳造された。
保存樹木
伊勢原市指定保存樹木として、クス（指定番号14）、イチョウ（指定番号15）、ケヤキ（指定番号18）の木がある。
庚申塔
- 石祠型庚申塔（寛文）：上粕屋神社本殿裏にある日向石製の石祠型庚申塔で1670年（寛文10年）建立。正面には、青面金剛を表すキリーク、「庚申供養」、「奉神社」が掘られている他、三猿（左から、口を塞ぐ、耳を塞ぐ、目を塞ぐ）が掘り出されている[18]。
- 石灯籠型庚申塔（寛文）：上粕屋神社拝殿向かって左の八坂神社そばにある石灯籠型庚申塔（竿部のみ）で1668年（寛文8年）建立。摩耗と欠損が進んでいるものの、正面には口を塞いだ猿、向かって左には耳を塞いだ猿、向かって右には目を塞いだ猿が掘り出されている[18]。
- 石灯籠型庚申塔（年代不詳）：上粕屋神社境内を出て西側の社務所にある石灯籠型の石灯籠型庚申塔（竿部のみ）。建立年代は不詳。上記の石灯籠型庚申塔と同じくそれぞれの面に三猿が掘り出されている。上記石灯篭型庚申塔と形式が同じであるので、一対の石灯籠と考えられている[18]。

### 境内社
- 八坂社[14]
- 天王社[14]
- 稲荷社、八王子権現、築山権現、荒神社、天神社、庚申社[2]

## 年中行事
大祭は4月3日。比比多神社の神主の祝詞により、家内安全と豊作祈願を行う。境内及び参道には屋台が立ち並び、周辺民家の玄関には「御神灯」と書かれた行灯がかかる。夜には、相模里神楽垣澤社中により神楽が上演される。

## 参考画像

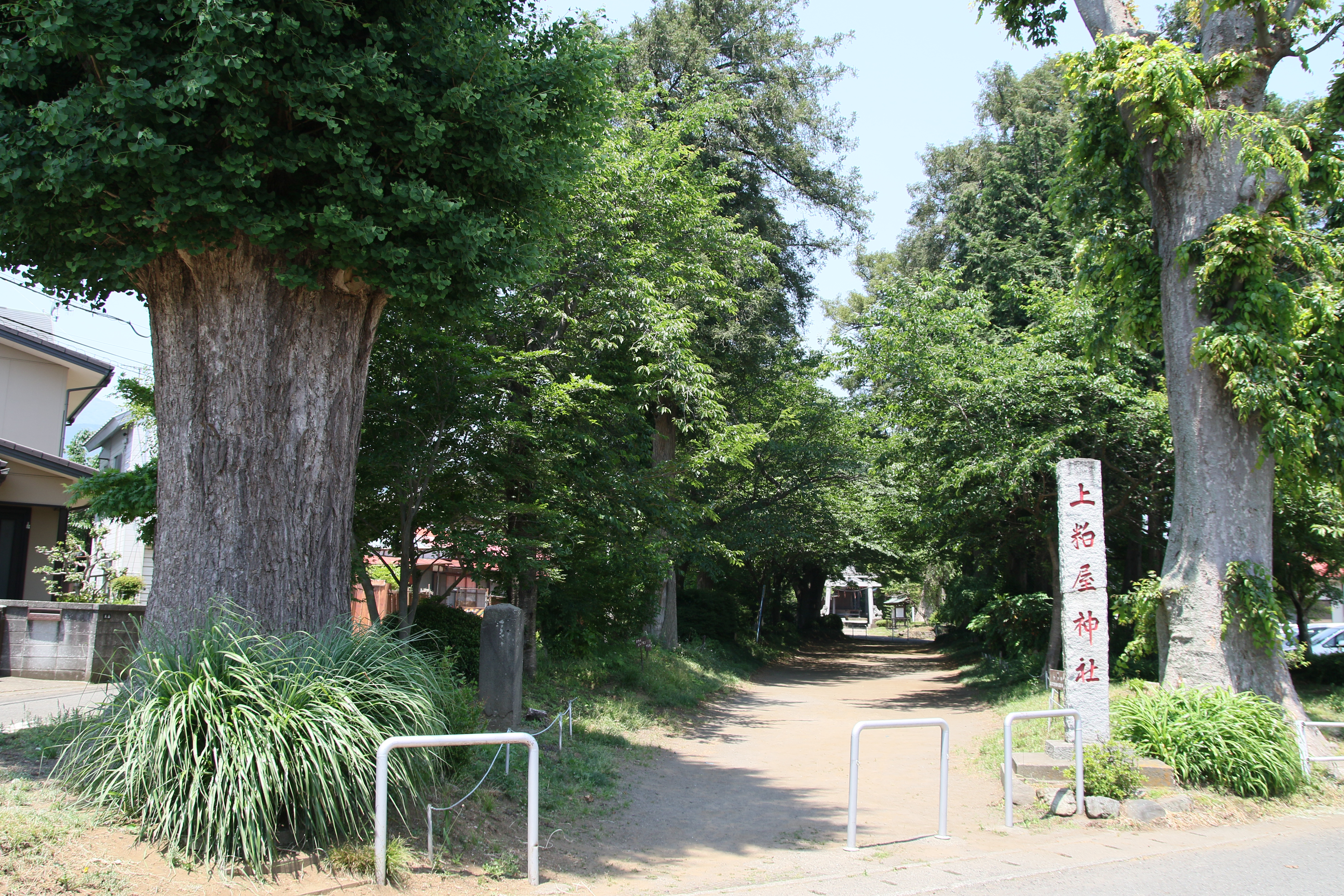
参道入口
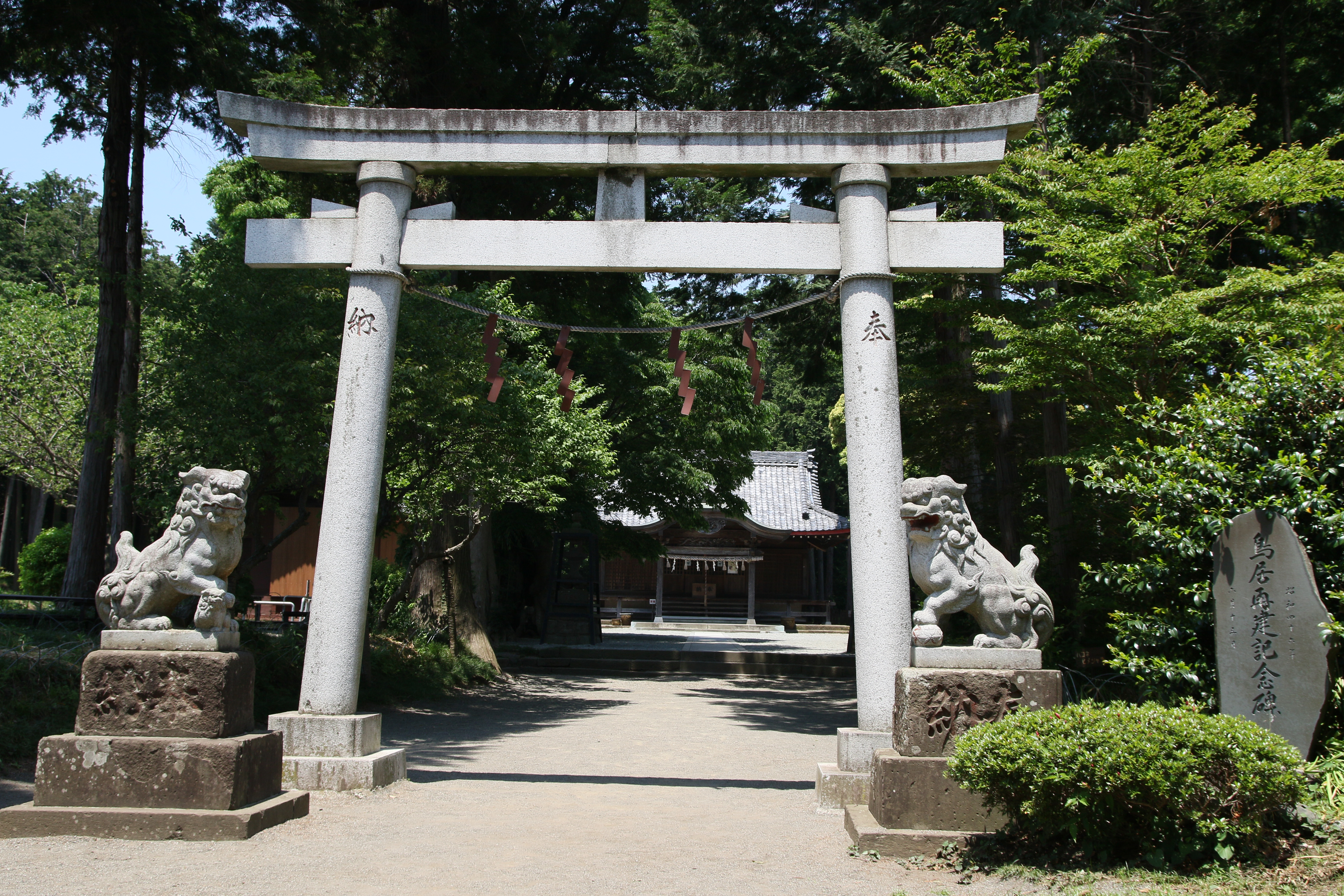
鳥居
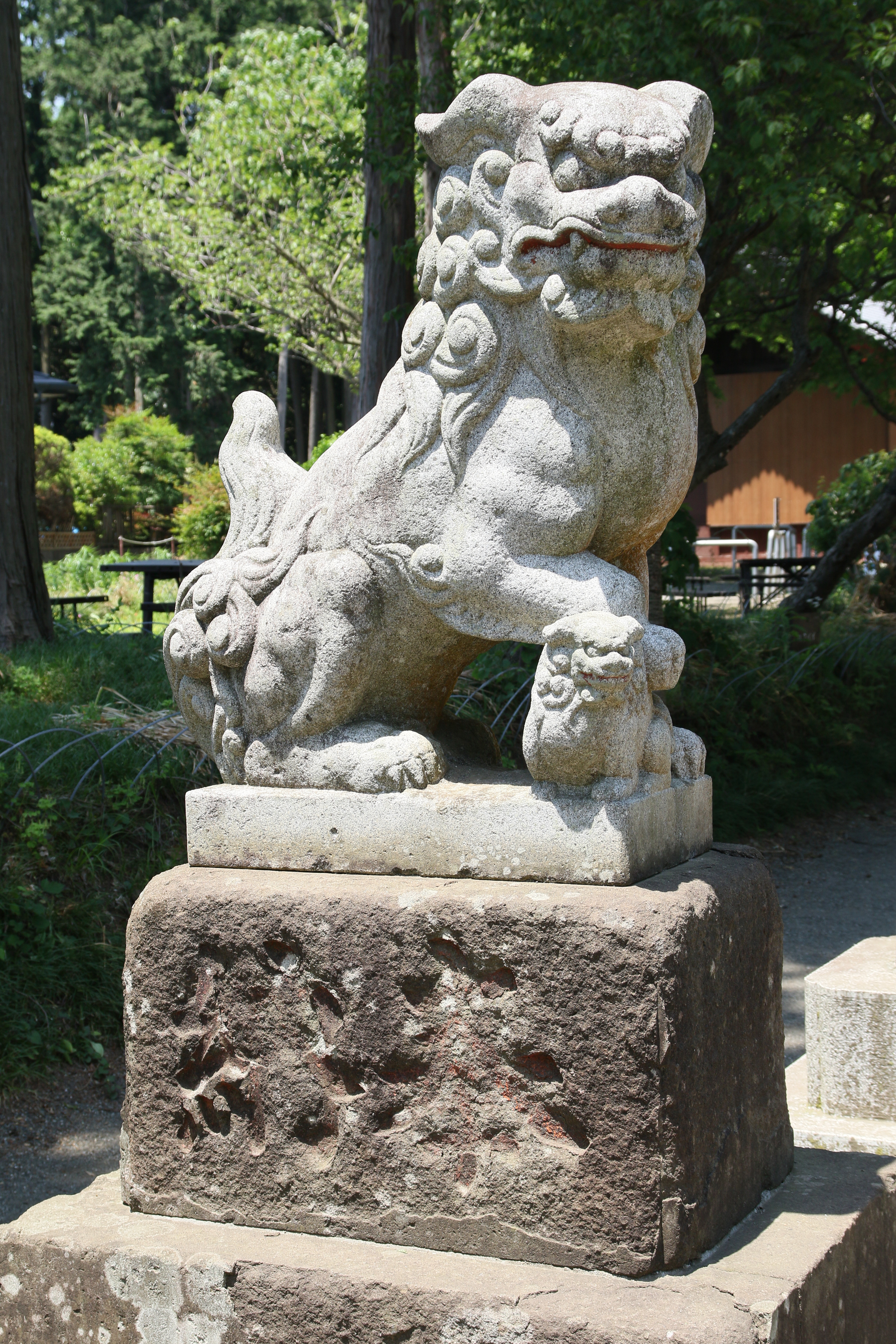
狛犬（吽形）
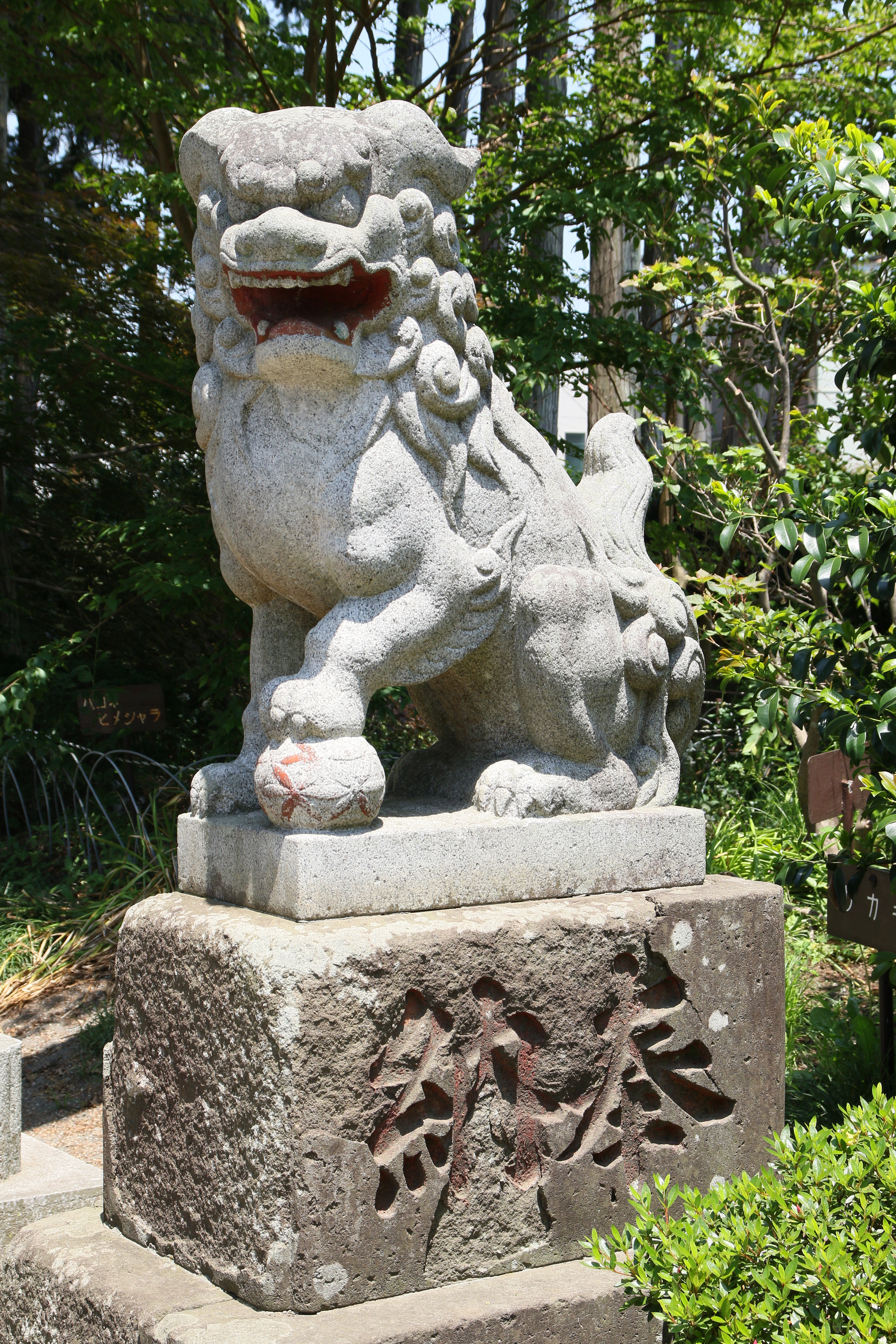
狛犬（阿形）
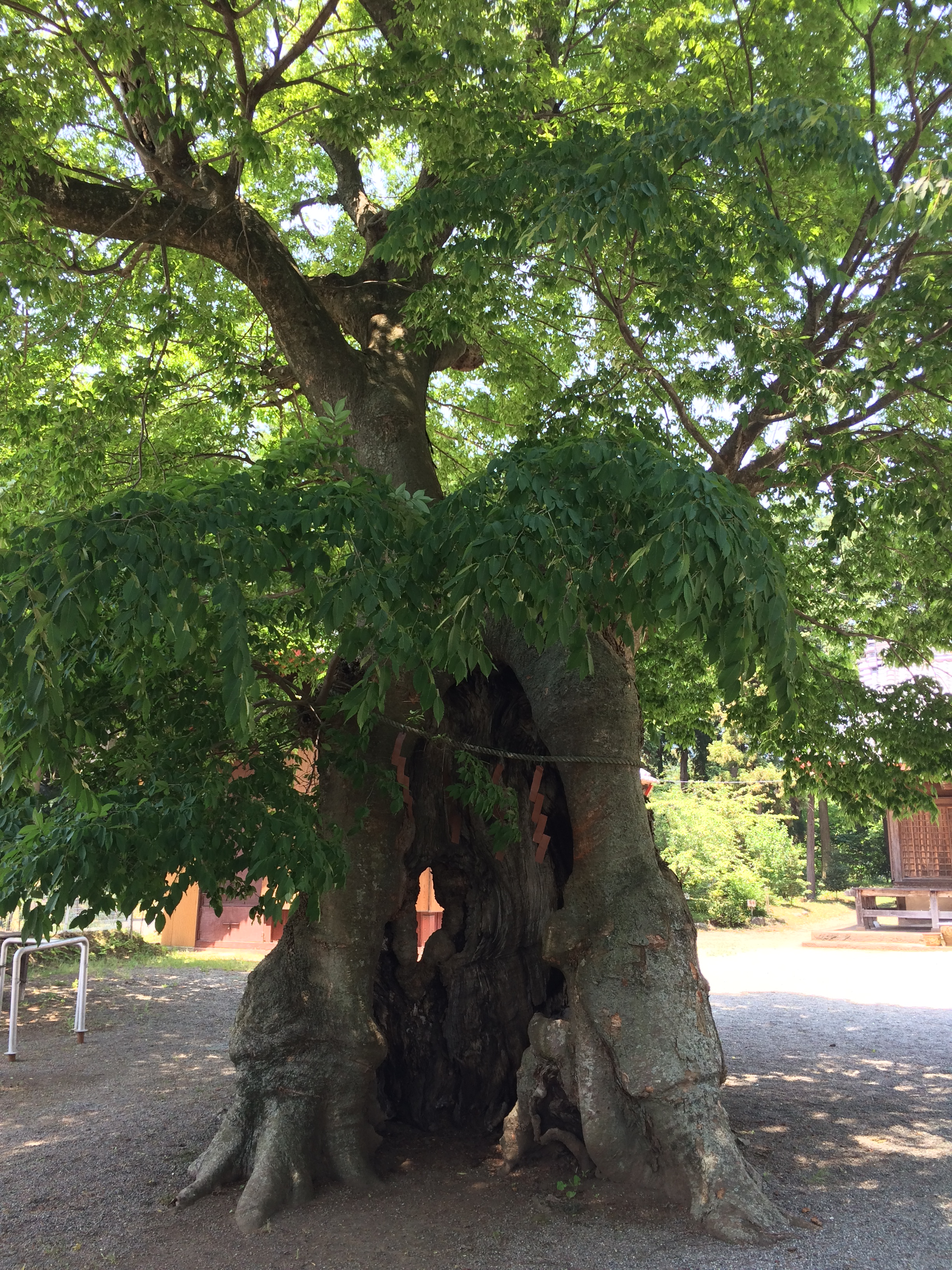
御神木
鐘楼
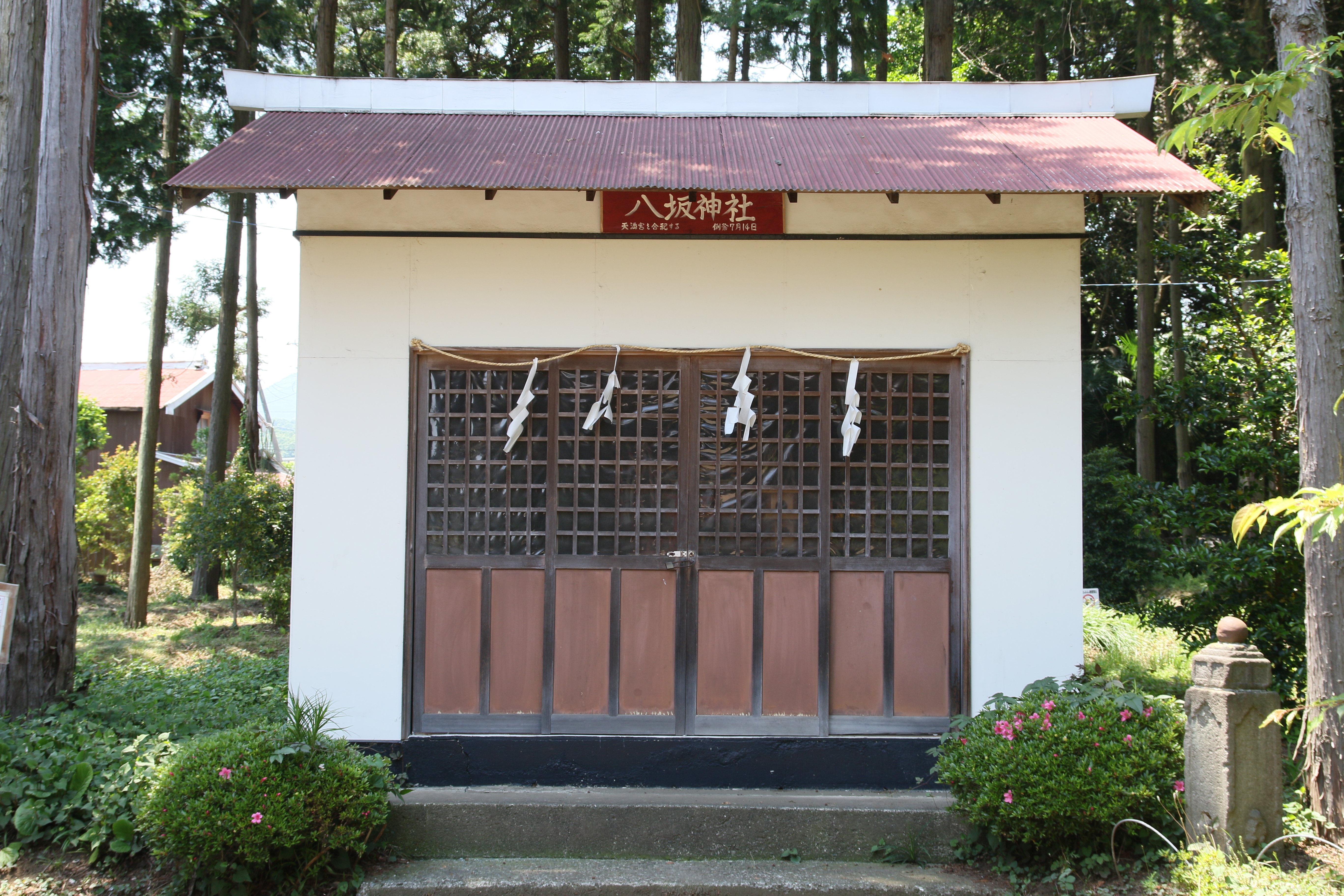
境内社の八坂神社
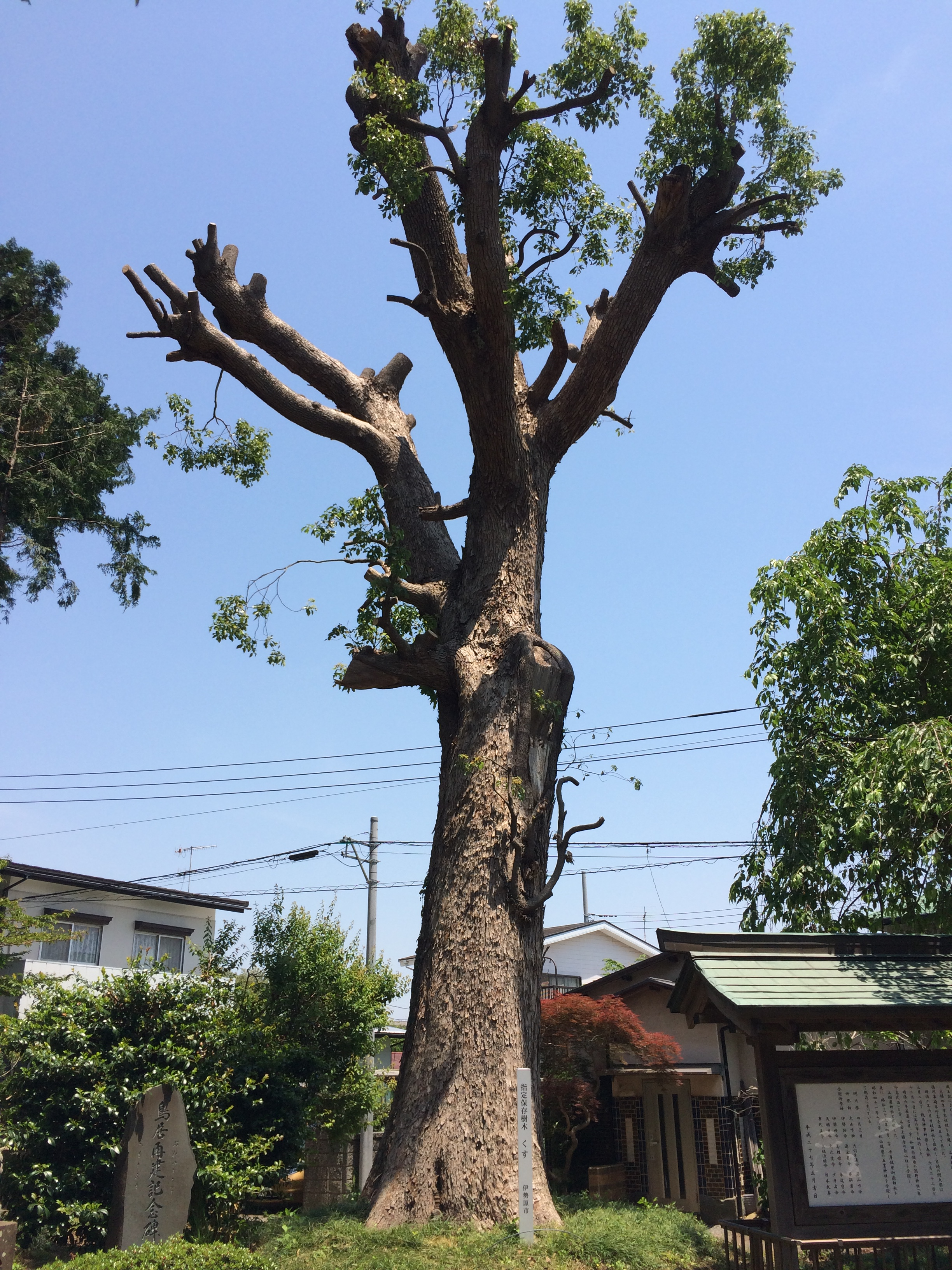
クス（市指定保存樹木）
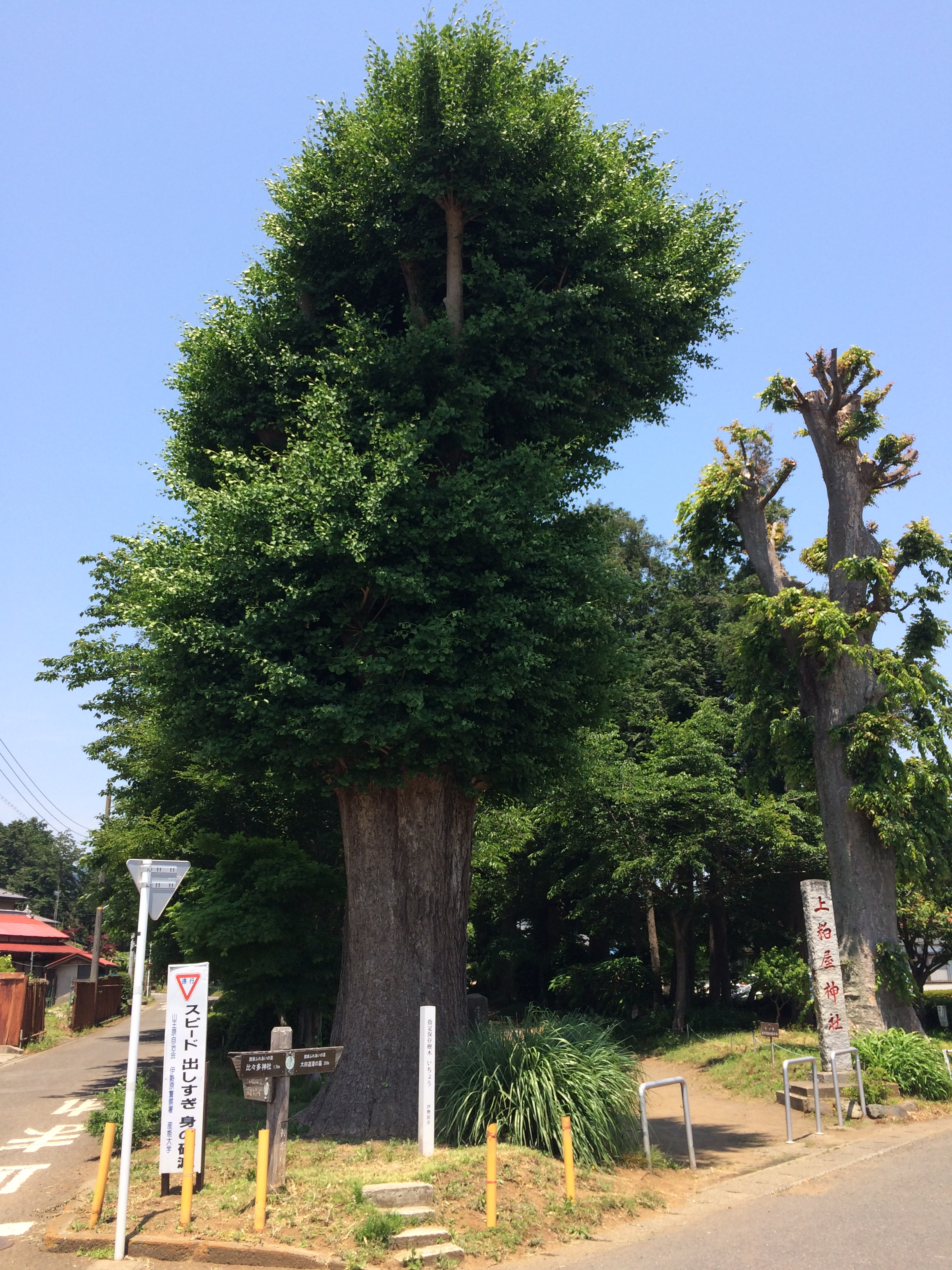
イチョウ（市指定保存樹木）
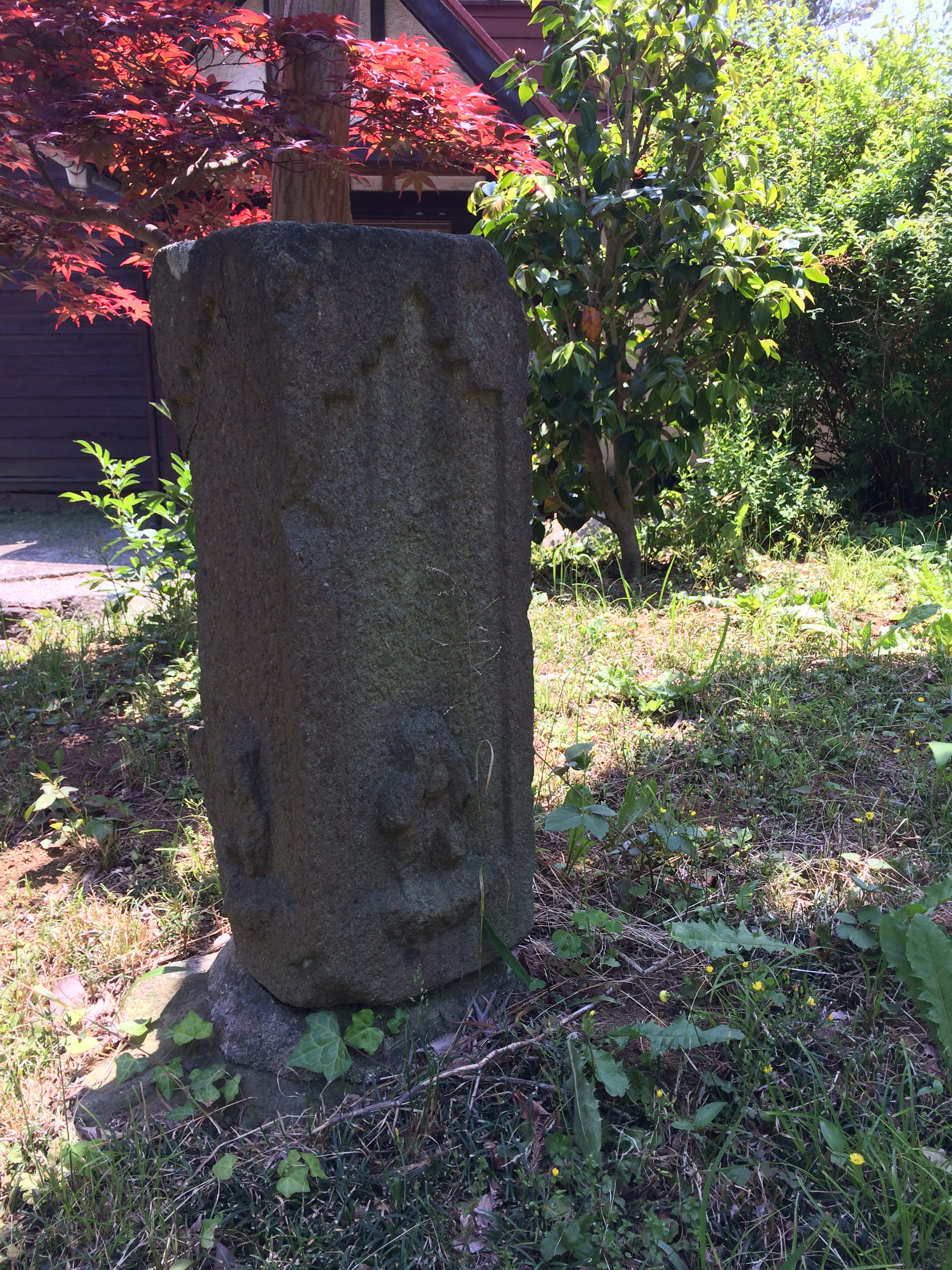
庚申塔（社務所近く）
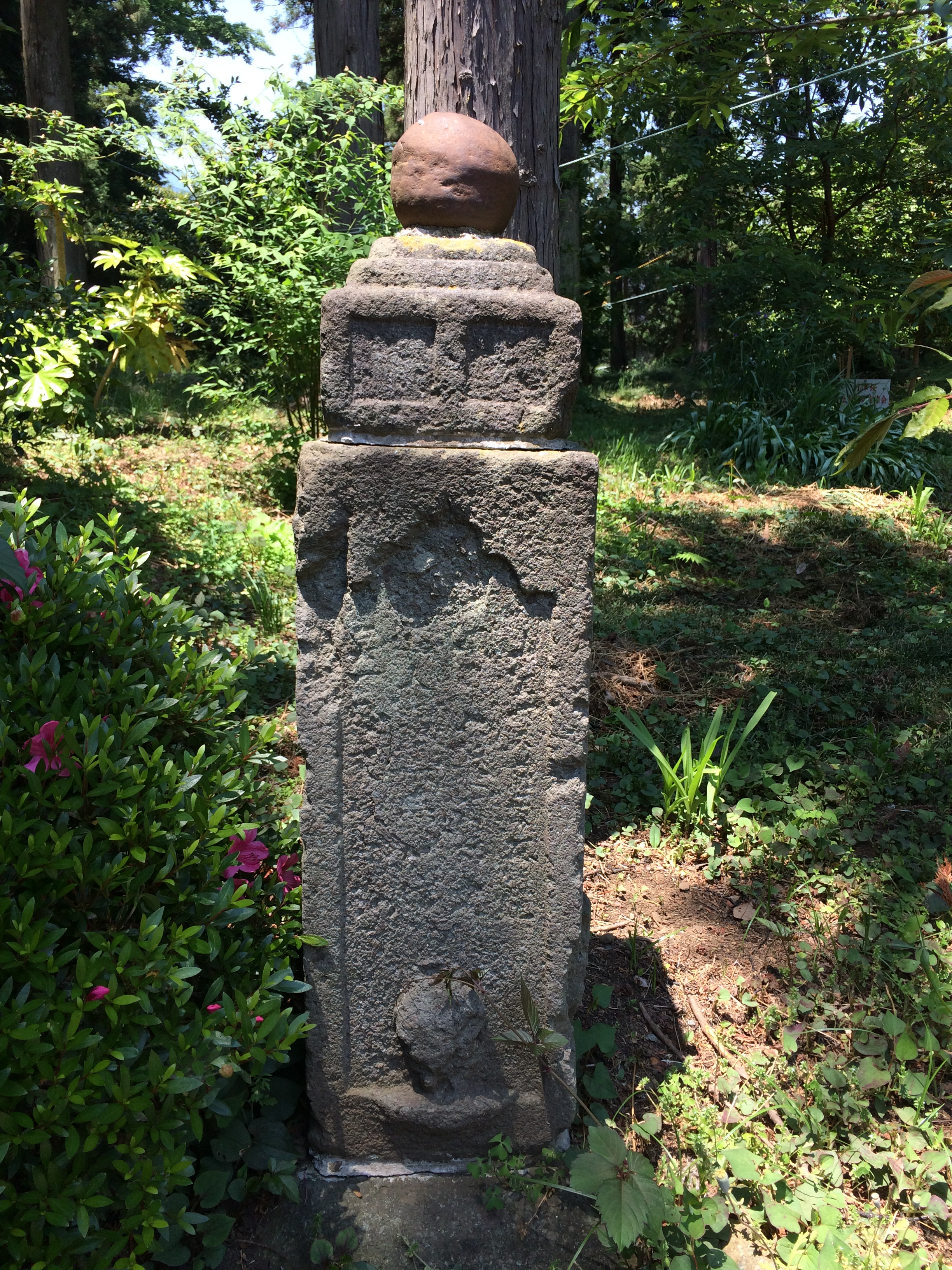
庚申塔（八坂神社近く）
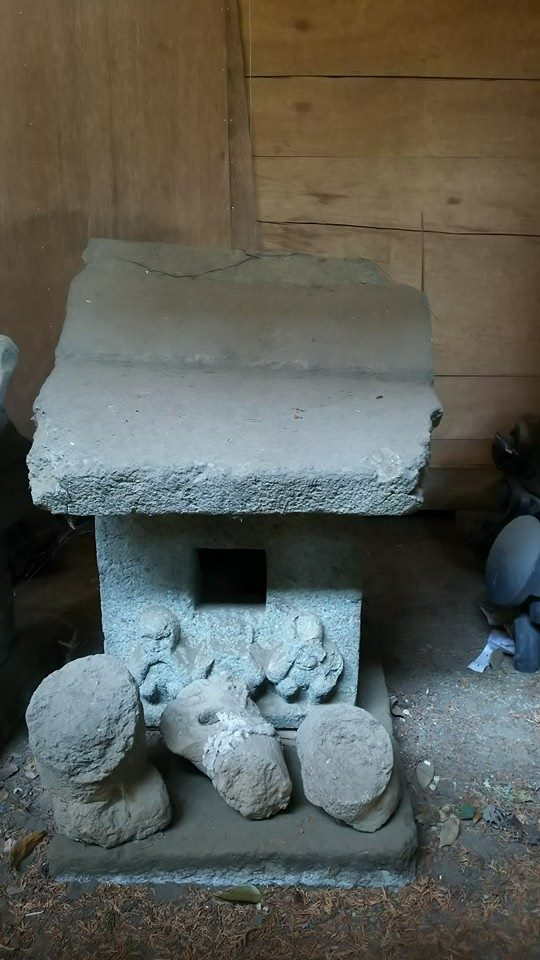
上粕屋神社の石祠型庚申塔

## 交通アクセス
- 小田急小田原線「伊勢原駅」下車。神奈川中央交通「大山ケーブル行」にて「道灌塚前」下車徒歩5分